# Małgorzata Maier
Małgorzata Maier (ur. 27 listopada 1966 w Chełmnie) – polska prezenterka programów telewizyjnych, uczestniczka reality show.

## Życiorys
W 2001 wzięła udział w pierwszej polskiej edycji reality show Big Brother. W domu Wielkiego Brata przebywała do samego finału, ostatecznie zajęła trzecie miejsce.
Po zakończeniu programu wystąpiła w filmie Jerzego Gruzy Gulczas, a jak myślisz... (2001). Prowadziła również dwa programy realizowane przez telewizję TVN: Dom pełen pomysłów oraz Kto Was tak urządził?, w których robiła ludziom niespodzianki, urządzając im na nowo mieszkania.
Była właścicielką firmy specjalizującej się w projektowaniu i aranżacji wnętrz. Pracowała także w firmie świadczącej usługi z zakresu public relations.